# Парабьяго
Парабьяго (итал. Parabiago) — город в Италии, в провинции Милан области Ломбардия.
Население составляет 24 545 человек (на 2004 г.), плотность населения составляет 1692 чел./км². Занимает площадь 14,16 км². Почтовый индекс — 20015. Телефонный код — 0331.
Покровителями населённого пункта считаются святые мученики Гервасий и Протасий. Праздник ежегодно празднуется 19 июня.

## Города-побратимы
- Самобор, Хорватия (2010)